# 크리소고노
성 크리소고노는 고대 로마의 기독교 순교자이다. 로마 가톨릭교회와 동방 정교회 등에서 성인으로 시성되어 공경을 받고 있다.

## 생애
크리소고노는 디오클레티아누스 박해 때 아퀼레이아에서 순교하여 안장된 것으로 전해지고 있으며, 오래전부터 해당 지역 기독교인들게 공경을 받아 왔다. 그의 이름은 ‘아퀼레이아의~’라는 지명 표기와 더불어 《순교열전》(Martyrologium Hieronymianum) 중 5월 31일과 11월 24일이 축일인 성인 명단에서 찾아볼 수 있다.
초창기부터 아퀼레이아에서 공경을 받고 있던 성 크리소고노에 대한 공겸심은 로마로까지 전파되어, 트라스테베레에 그의 이름을 딴 명의본당(산 크리소고노 성당)이 건립되기도 하였다. 이 성당의 이름은 499년 소집된 로마 시노드의 문서에서 처음으로 언급되었지만(Titulus Chrysogoni), 아마도 이 성당의 역사는 4세기까지 거슬러 올라가는 것으로 추정된다. 이름이 똑같기 때문에 이 성당의 설립자가 크리소고노라는 이야기가 전해져오고 있다. 그러한 연유로 이 성당의 신자들은 옛날부터 성 크리소고노 순교자에 대한 공경심이 깊었다. 이와 유사한 예로 시르미움의 아나스타시아 성녀에 대한 공경도 로마에까지 전파되었다.
약 6세기 경에 분명히 그의 이름이 실려 있는 로마 교회에서 크리소고노의 공경심을 설명하기 위해, 그를 로마인으로 만들고, 그를 아나스타샤와의 관련이 있다는 순교자의 전설이 생겼다.
약 6세기경에 산 크리소고노 성당에서 성 크리소고노에 대한 공경을 설명하던 와중에 그의 순교에 대한 전설이 생겨났다. 전설에 따르면, 성 크리소고노는 로마인이며 로마 시 대리 휘하에 근무한 장교였고, 성녀 아나스타시아는 로마 귀족 프라이텍스타투스의 딸이자 기독교 신자였다고 한다. 디오클레티아누스 황제의 기독교 박해 기간 중에 두 사람 모두 그리스도교인이라는 이유로 체포되어 감옥에 갇혔는데, 당시 성 크리소고노가 고문과 감옥에서의 생활로 많이 힘들어하던 성녀 아나스타시아를 위로하며 힘을 북돋아주는 내용의 서신을 써서 보냈다고 한다. 그리고 디오클레티아누스 황제의 지시로 성 크리소고노는 아퀼레이아에서 황제가 보는 앞에서 사형을 언도받고 참수되었다는 것이다. 그의 시신은 바다에 수장되었는데, 나중에 해변에서 자다르의 사제이자 훗날 성인으로 시성되는 조일로에게 발견되어 매장되었다고 한다. 전설에 따르면, 크리소고노 성인이 죽은(→선종) 날짜는 11월 23일이라고 한다. 로마 가톨릭교회에서는 산 크리소고노 성당의 건립을 기념하여 크리소고노 성인의 축일을 11월 23일로 제정하였다. 반면에 동방 정교회에서는 그의 영적 딸인 성녀 아나스타시아와 공동으로 12월 22일을 축일로 제정하였다.
성 크리소고노는 로마 전문의 성인 기념 부분에서 이름이 언급된 성인들 가운데 한 사람이기도 하다.